# Odontoiatria conservativa
L'odontoiatria conservativa è una branca dell'odontoiatria restaurativa che si occupa della cura dei denti interessati da processi cariosi, delle procedure per l'eliminazione della carie e di quelle relative alla chiusura delle cavità risultanti dall'eliminazione dello smalto e della dentina cariata, tramite l'utilizzo di appositi materiali.
Le carie possono essere superficiali o profonde. Nel primo caso ci si limita ad asportare parte della dentina e dello smalto interessati dalla carie, otturando il dente con appositi materiali (amalgama d'argento o compositi). L'uso degli amalgami d'argento (a causa del contenuto in mercurio) è stato sostituito ormai dai materiali compositi che per le loro caratteristiche adesive permettono una preparazione della cavità cariosa meno ampia rispetto all'uso dell'amalgama che richiedeva cavità dalle caratteristiche particolari perché fossero ritentive.  Nelle carie profonde vi può essere un interessamento della polpa del dente, contenente anche le fibre nervose, e allora si ricorre alla cura canalare detta anche devitalizzazione.
Il termine conservativa indica l'obbiettivo di tali cure, cioè di conservare i denti altrimenti distrutti dalla carie.

## Conservativa moderna
L'odontoiatria conservativa moderna è basata sul concetto di minima invasività, con la rimozione del solo tessuto cariato e la sua sostituzione con un materiale da restauro, che viene legato direttamente al tessuto sano. Negli ultimi anni, infatti, sono state quasi abbandonate gli amalgami d'argento (che richiedevano una preparazione ritentiva, quindi estesa) a favore dei compositi.

### I Compositi
Il composito è costituito da:
- Matrice resinosa
- Riempitivo inorganico
- Agente accoppiante (silano)
- Attivatore

#### Matrice resinosa
È la componente chimicamente attiva del composito, è inizialmente sotto forma di monomero fluido, e viene poi convertita in polimero rigido (polimerizzazione).
La matrice è la fase continua a cui vengono aggiunti gli altri componenti. La maggior parte delle matrici dei compositi si basano sulla bis-GMA elaborate da Bowen del National Institute Of Standards And Techenology e brevettata nel 1962. Il bis-GMA si forma dalla reazione di Bisfenolo-A con due molecole di glicidil-metacrilato.
Alcuni compositi usano UDMA invece di bis-GMA mentre molti oggi usano una combinazione dei due materiali. Recentemente, qualche produttore ha aggiunto una dose di TEG-DMA, una resina a bassa viscosità usata come diluente. La formulazione di un materiale che usa bis-GMA può influire sulle proprietà di modellazione e promette di ridurre la contrazione di volume.

#### Riempitivo inorganico
Le particelle riempitive possono essere di vetro (come il vetro di bario o borosilicato), ossido di zirconio, ossido di alluminio, o biossido di silicio, che vengono aggiunti alla matrice per migliorarne le proprietà fisiche.
Il riempitivo migliora la traslucenza;
riduce il coefficiente di dilatazione termica;
riduce la contrazione di polimerizzazione del composito;
rende il materiale più duro, più denso e più resistente all'uso.
Generalmente, più grande è la percentuale di riempitivo aggiunto (in volume o in peso), migliori sono le proprietà fisiche del composito. Tuttavia, il carico di riempitivo ha un limite superiore oltre il quale il materiale diventa troppo viscoso per poter essere usato clinicamente.

#### Agente accoppiante
È il silano, una molecola che ha due gruppi funzionali:
1. gruppo polare -OH attratto dai gruppi _OH presenti sulla superficie del riempitivo
2. gruppo non polare (metacrilato) capace di reagire con la resina attraverso il legame C=C

Il ruolo del Silano è quindi quello di legare tra di loro due materiali non affini, come la matrice idrofoba e il riempitivo idrofilo.
Il più utilizzato è il metacrilossipropiltrimetossilossano.

#### Attivatore
L'attivatore è un componente chimico che ha la funzione di fare iniziare la polimerizzazione.
L'attivazione può essere iniziata per mezzo della reazione chimica dei componenti misti (autopolimerizzanti o duali) o attraverso l'esposizione a luce di adeguata lunghezza d'onda (fotopolimerizzanti).
Le resine composite autopolimerizzanti contengono un iniziatore (solitamente il perossido di benzoile) ed un attivatore (solitamente un'ammina organica), che, una volta che le due paste in cui è fornito il composito vengono spatolate, reagiscono portando alla polimerizzazione.
Il vantaggio maggiore delle resine composite autopolimerizzanti è l'alto grado di polimerizzazione raggiunto, maggiore rispetto alle resine fotopolimerizzanti. Per contro, le autopolimerizzanti devono essere utilizzate velocemente e fanno inoltre perdere molto tempo all'operatore nel rimuovere gli eccessi e ricreare l'anatomia del dente.
Le resine fotopolimerizzabili contengono un iniziatore (solitamente canforochinone) e un'ammina terziaria come agente riducente. Una volta sottoposti all'effetto dell'attivatore (fonte di luce alogena), questi reagiscono portando alla formazione di radicali liberi che portano a rottura dei doppi legami C=C. Questo porterà al legame dei vari monomeri a formare un polimero ad alto peso molecolare.

### Adesione
La struttura dentaria è idrofila, mentre le resine composite sono idrofobe, serve dunque un sistema adesivo:

#### Adesione allo smalto
Il contenuto inorganico dello smalto maturo è del 95-98% in peso e 86% in volume; la componente primaria è l'idrossiapatite.
Il rimanente consiste in acqua (4 wt% e 12 vol%) e materiale organico (1-2 wt% e 2 vol%).
La maggiore frazione inorganica si presenta sotto forma di cristalli submicronici, orientati su tre dimensioni, in cui l'ampiezza e la relazione di contiguità dei cristalli contribuisce all'unità microscopica, chiamata bastoncello o prisma.
La superficie naturale dello smalto è liscia, e la fine dei bastoncelli sono esposti in quello che è stato descritto come modello a buco di serratura.
Le superfici preparate operativamente espongono i bastoncelli sui piani tangenziali, obliqui e longitudinali. Lo smalto è per lo più omogeneo in struttura e composizione, indipendentemente della sua profondità e locazione, eccetto per lo smalto senza prismi sulla superficie esterna, in cui i cristalli corrono in modo parallelo uno con l'altro e perpendicolari alla superficie.
Nel 1955 Buonocore introdusse l'idea di mordenzare lo smalto con acido ortofosforico, ponendo le basi per l'adesione; questa tecnica viene ancora utilizzata e permette di produrre un complesso tridimensionale sulla superficie smaltea, aumentando sia l'area disponibile per l'adesione, sia l'energia libera di superficie. Dopo la mordenzatura lo smalto ha una superficie irregolare, perché questo crea delle microritenzioni dell'ordine di 10-15 micron, in cui il bonding potrà andare a creare ritenzioni micromeccaniche.
A seconda dell'orientamento dei prismi, istologicamente sarà possibile vedere tre modelli:
- Tipo 1: Morfologia "a favo", ottenuta per decalcificazione principalmente dei cores dei prismi.
- Tipo 2: Morfologia "ad acciottolato", ottenuta per decalcificazione degli spazi periferici dei prismi.
- Tipo 3: In questo caso avremo solo la riduzione dello spessore smalteo, senza contemporanea apertura dei prismi.

#### Adesione alla dentina
La dentina è un tessuto umido, attraversato da un gran numero di tubuli in comunicazione con la polpa; la composizione in peso è data dal 70% di materiale inorganico (idrossiapatite), dal 18% di materiale organico (collagene) e dal 12% d'acqua.
Quando si prepara una cavità in dentina, i detriti creati dagli strumenti insieme ai batteri formano uno strato di spessore compreso tra 1 e 5 microns detto Smear Layer; i detriti che si depositano all'imbocco dei tubuli dentinali formano dei "tappi" detti smear plugs.
La mordenzatura della dentina con acido ortofosforico al 37% rimuove lo smear layer, gli smear plugs e un sottile strato di idrossiapatite, mentre non danneggia minimamente le fibre collagene; la dentina mordenzata è quindi priva di detriti, ha una superficie più ampia, i tubuli sono aperti e in superficie ci sono molte fibre collagene esposte. L'adesione sulla dentina deve la sua efficienza proprio a questa fitta trama di fibre, attraverso le quali penetra la resina per formare, dopo la polimerizzazione, uno strato ibrido costituito da resina e collagene che assicura un legame micromeccanico. 
Il problema è che le fibre collagene non sono più sostenute dall'idrossiapatite, quindi se si disidratano rischiano di collassare, rendendo poi impossibile la penetrazione della resina e la formazione dello strato ibrido; è per questo che applica un primer  che contiene monomeri idrofilici che sostengono il collagene. Infine si applica la resina, detta bonding che va a formare lo strato ibrido e i resin tags (i cosiddetti zaffi resinosi dati dall'ingresso della resina nei tratti iniziali dei tubuli dentinari).

#### Adesivi Smalto-Dentinali
Classificazione per generazione:
- Adesivi di 4ª generazione (3 steps): i tre passaggi sono separati, l'operatore applica un mordenzante, lava abbondantemente, poi applica un primer ed infine un bonding. Tutti questi passaggi sono separati.
- Adesivi di 5ª generazione (2 steps): l'operatore applica un mordenzante, lava abbondantemente, poi applica in un'unica soluzione un prodotto che contiene primer e bonding insieme (self-priming resin o erroneamente chiamati one bottle).
- Adesivi di 6ª generazione (2 steps): L'operatore applica un self-etching primer, cioè un primer automordenzante; dopodiché applica del bonding.
- Adesivi di 7ª generazione (1 step): L'operatore miscela il liquido contenuto in due contenitori separati e lo applica sul dente da trattare. Mordenzante, primer e bonding sono uniti in un'unica soluzione (all-in-one).

Gli adesivi che prevedono una mordenzatura e successivo lavaggio con acqua vengono detti total etch (4ª e 5ª generazione); gli adesivi nei quali il mordenzante è accoppiato ad un'altra sostanza vengono detti self-etching (6ª e 7ª generazione).
La differenza sostanziale tra questi due sistemi adesivi sta, a livello dentinale, nella completa rimozione dello smear layer (nel caso dei sistemi total etch - TE) oppure nella semplice dissoluzione ed infiltrazione di questo all'interno dei tubuli dentinali, assieme agli zaffi di resina (nel caso dei sistemi self etch - SE).

### Isolamento del Campo Operatorio
In odontoiatria l'isolamento del campo operatorio viene effettuato tramite la diga di gomma, uno strumento indispensabile, soprattutto se si utilizzano tecniche adesive che tollerano ben poco la presenza della saliva.

#### La Diga di Gomma
La diga è un sottile foglio di gomma sul quale vengono fatti dei fori, attraverso i quali vengono fatti passare i denti da trattare; il foglio viene stabilizzato da uno o più uncini ed eventualmente da legature con del filo interdentale. Al di fuori del cavo orale, la diga è sostenuta da un arco metallico o plastico che la tiene tesa. 

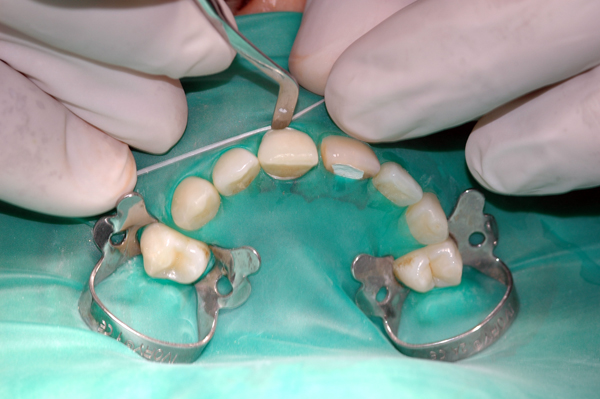
Paziente con diga sui denti anteriori

##### Strumenti
- Foglio di gomma
- Uncini
- Arco di Young
- Pinza fora-diga
- Pinza per uncini
- Filo interdentale

##### Vantaggi
- Assenza di umidità
- Accesso facilitato
- Migliore visibilità
- Sicurezza (il paziente non può ingerire sostanze tossiche o corpi estranei)
- Comfort sia per l'operatore che per il paziente
- Protezione dei tessuti molli (da traumi e da sostanze irritanti)

### Le classi cavitarie secondo Black
- I classe: cavità situata a livello delle depressioni anatomiche dei denti; interessa cioè i solchi e le fossette nella superficie occlusale di premolari e molari, i forami ciechi a livello vestibolare o linguale dei molari e le fossette di incisivi e canini.
- II classe: cavità della superficie interprossimale di premolari e molari.
- III classe: cavità della superficie interprossimale di incisivi e canini, senza interessamento dell'angolo incisale.
- IV classe: cavità della superficie interprossimale di incisivi e canini, con interessamento dell'angolo incisale.
- V classe: cavità del terzo gengivale delle superfici vestibolari e linguali di tutti i denti.
- VI classe: cavità del margine incisivo dei denti anteriori o sulle sommità delle cuspidi dei denti posteriori

### Lampade per la polimerizzazione
I compositi fotopolimerizzabili, dopo la loro applicazione, vengono illuminati con una luce di una particolare lunghezza d'onda per far unire i monomeri in polimeri. Questo è reso possibile da una molecola che fa da fotoattivatore, che in gran parte dei prodotti è il Canforochinone.

#### Tipi di lampade
- Lampade alogene: hanno il classico filamento di tungsteno connesso ad elettrodi; sono molto convenienti dal punto di vista economico (anche per i ricambi), ma producono molto calore. Attualmente si utilizzano lampade programmabili, in modo da effettuare una polimerizzazione graduale (soft start curing). Questa permette l'allungamento della fase pre-gel (fase in cui la contrazione è massima ma, siccome non si sono ancora formati legami trasversi, il materiale è in grado di adattarsi e compensare lo stress interno). Il soft start curing può essere:
  - Step: Per 10 secondi la potenza di emissione sarà bassa, dopodiché raggiungerà il suo massimo, che è circa 800 mW/cm2.
  - A Rampa: La potenza di emissione si alza gradualmente nei primi 10-15 secondi, per poi stabilizzarsi al massimo nei restanti.
  - Pulse: La potenza di emissione luminosa seguirà dei cicli periodici di abbassamento e rialzo.
- Lampade al plasma: due elettrodi in un involucro pressurizzato contenente un gas inerte (xenon); sono molto potenti (possono raggiungere i 2000 mW/cm2), ma hanno uno spettro abbastanza ridotto (possono non funzionare con attivatori diversi dal canforochinone). I costi sono però molto elevati (anche per la manutenzione) e sono ingombranti. Inoltre il loro uso è controverso in quanto, data l'elevatissima potenza di emissione luminosa, abbassano troppo il tempo di polimerizzazione.
- Lampade a LED: Utilizzano diodi ad emissione luminosa. Le ultime lampade utilizzano un solo diodo ad alta potenza (800 - 1200 mW/cm2); emettono onde in una banda ristretta (440-480 nm), ma che comprende il picco di assorbimento del canforochinone (468 nm), sono quindi perfette per questo tipo di attivatore. I costi sono abbastanza contenuti, e vengono solitamente garantite per molte ore di utilizzo; producono pochissimo calore, quindi non necessitano di ventilazione. Per lo scarso consumo, possono essere alimentate con batterie (cordless), e sono leggere e maneggevoli.